# Língua bilaspuri
Bilaspuri (ou Kahluri) é uma língua Indo-Ariana falada no norte da Índia, predominantemente no distrito de Bilaspur, Himachal Pradesh e no [distrito de Rupnagar do estado de Punjabe. Está associado ao povo do antigo estado principesco de Estado de Bilaspur nas colinas de Punjabe.
Bilaspuri é classificado como uma das variedades do grupo de línguas Pahari Ocidentais. No entanto, Bilaspuri está listado como Punjabi no censo da Índia. De acordo com o Censo de 2011, os falantes de Punjabi Bilaspuri / Kahluri eramo 295.805.
O dialeto da parte montanhosa do distrito de Hoshiarpur] também é conhecido como Pahari.

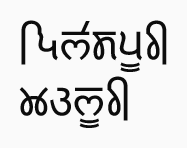
Bilaspuri e Kahluri – escrito em Takri

## Dialetos
A seguir estão os cinco dialetos do Bilaspuri:
1. Bilaspur:i Nordeste (nordeste de Kumar Hati); parece com Mandeali.
2. Bilaspuri Norte: (norte de Kumar Hati); parece com Mandeali
3. Bilaspuri Oeste: tem o máximo de palavras em Punjabi dentre todos os dialetos Kahluri.
4. Bilaspuri Central: Cidade de Bilaspur (histórica) e arredores; compartilha semelhanças com Punjabi.
5. Davin ou Daur: leste e sudeste da cidade de Bilaspur (histórica).

Os dialetos de Kahluri são tão semelhantes que se poderia chamá-los de um dialeto Kahluri ou Bilaspuri.

## Escrita
A escrita nativa da língua é a  do idioma é o   Takri, mas hoje se usa mais o Devanagari

## Provérbios
| !कहलूरी (बिलासपूरी)                                          | Transliteração (Latina)                                                                          | Forma equivalente em inglês                        |
| ------------------------------------------------------ | ------------------------------------------------------------------------------------------------ | -------------------------------------------------- |
| चली नीं ओए अप्पूं ते फिट्टेमूंह गोड्डेयांरे                              | chalI nIM oe appUM te phiTTemUMha goDDeyAMre                                                     | A bad workman quarrels with his own tools.         |
| जबरे रा पत्थर क्वालिया                                        | jabare rA patthara kvAliyA                                                                       | Might is right.                                    |
| अपणीयें फूटीयें नेहरा                                           | apaNIyeM phUTIyeM neharA                                                                         | Only the wearer knows where the shoe pinches.      |
| अपणा से अपणा, पराया से पराया                                   | apaNA se apaNA, parAyA se parAyA                                                                 | Blood is thicker than water.                       |
| dhelA AI jAMdA para belA naIM auMdA                    | Time once lost cannot be got back                                                                |                                                    |
| धानारे खेत पराला ते नजरी आई जांदे/ जिनें रौंदेयां जाणा तिने मरूरेयां री ई खबर ल्याऊणी | dhAnAre kheta parAlA te najarI AI jAMde/ jineM rauMdeyAM jANA tine marUreyAM rI I khabara lyAUNI | Coming events cast their shadows beforehand.       |
| हेल बेबे हेल मेरा अंगण तेरी देहळ                                 | hela bebe hela merA aMgaNa terI dehaLa                                                           | To waste time by loitering.                        |
| बहुए चज्जे-चारें नीं ओंगी तां गल्लें देखेयां आरदी                          | bahue chajje-chAreM nIM oMgI tAM galleM dekheyAM AradI                                           | If not competent in deeds, why not boast in words? |
| धीए धमाकड़ा कन्न कर बहुए                                     | dhIe dhamAka.DA kanna kara bahue                                                                 | To speak to someone but to mean it for some other. |
| जिसरे अत्थे लोई तिसरा सब कोई                                   | jisare atthe loI tisarA saba koI                                                                 | One who can reward can win hearts                  |
| ख्वाजेरा ग्वाऽ मिडक                                           | khvAjerA gvA.a miDaka                                                                            | Birds of same feather flock together               |
| बेदे आई जंग तां बिन कुड़िये रे कन्न                                | बेदे आई जंग तां बिन कुड़िये रे कन्न                                                                          |                                                    |

## Situação
A língua é comumente chamada de Pahari ou Pahari Ocidental (Himachali). Alguns falantes podem até chamá-lo de dialeto da língua Dogri. A língua não tem status oficial e é reconhecida como dialeto do Punjabe, mesmo quando se prova o contrário. Antes da independência da Índia, havia certas instituições que gozavam do patrocínio de estados para publicar em Kahluri. Todas essas instituições hoje estão em ruínas desde a independência para favorecer o hindi. Sem nenhum instituto que ensine esse idioma, o idioma / dialeto está em perigo devido ao domínio de outras línguas reconhecidas, como o punjabi padrão ou o hindi.
A demanda para a inclusão de 'Pahari (Himachali)' sob a Tabela Oito da Constituição, que supostamente representa várias línguas Pahari de Himachal Pradesh, foi feita no ano de 2010 por Vidhan Sabha do estado. Não houve nenhum progresso positivo neste assunto desde então, mesmo quando pequenas organizações estão se esforçando para salvar a língua. Devido ao interesse político, a língua é atualmente registrada como um dialeto do Punjabi, o que foi feito com base na conclusão feita por G.A. Grierson, que disse que Kahluri é uma versão "rude" de Punjabi. Desde então, os linguistas mudaram esta conclusão e estabeleceram que ela é muito mais próxima de outros dialetos do  Pahari Ocidental

## Amostra de texto
João 3:125
काँह्भई परमेशरे संसारा रे लोकां ने इतणा प्यार कित्या भई तिने अपणे इकलौते पुत्रा जो तिन्हांरे खातर बलिदान करित्या, ताकि हर इक माहणु सै जे तिस पर विश्वास करो, सै नाश नीं हो, पर अनन्त जीवन पाओ।
Transliteração
kā̃hbhai parmeśre saṅsārā re lokā̃ ne itṇā pyār kityā bhai tine apṇe iklaute putrā jo tinhā̃re khātar balidān karityā, tāki har ik māhṇu sai je tis par viśwās karo,sai nāś nī̃ ho, par anant jīvan pāo.
Português
Porque Deus amou o mundo de tal maneira que deu o seu Filho unigênito, para que todo aquele que nele crê não pereça, mas tenha a eternidade